# Copa Rio de 1996
A Copa Rio de 1996 foi a sexta edição da Copa Rio, torneio de futebol organizado pela Federação de Futebol do Estado do Rio de Janeiro (FERJ). O torneio foi disputado entre os dias 13 de outubro e 14 de dezembro de 1996, somente por equipes do Interior do Rio de Janeiro, também conhecida como Copa do Interior ou Campeonato do Interior.

## Sistema de disputa
Na primeira fase, seis equipes se enfrentaram em turno e returno, classificando as quatro melhores para a fase final, juntamente com Volta Redonda e Americano, que entraram diretamente nesta etapa por terem sido, respectivamente, campeão e vice da edição anterior.
Na segunda fase, as equipes foram dividas em dois grupos de três, inicialmente jogando partidas dentro do mesmo grupo em dois turnos, porém, devido a problemas no calendário, a fase final foi disputada em turno único. O campeão de cada chave avançou à final, disputada em jogo único.
A princípio, a primeira fase contaria com oito clubes e seria disputada em turno único, mas sofreu alterações após as desistências de Coelho da Rocha e Cosmos.

## Primeira fase
|  |                                           |
|  | Zona de classificação para a próxima fase |

## Fase final

### Grupo A
|  |                                           |
|  | Zona de classificação para a próxima fase |

### Grupo B
|  |                                           |
|  | Zona de classificação para a próxima fase |

### Final
| 14 de dezembro | Rubro Social | – | Mesquita | Estádio Mário Castanho, Araruama |
| 16:00 (UTC−3)  |              |   |          |                                  |